# Jan Kanty Andrusikiewicz

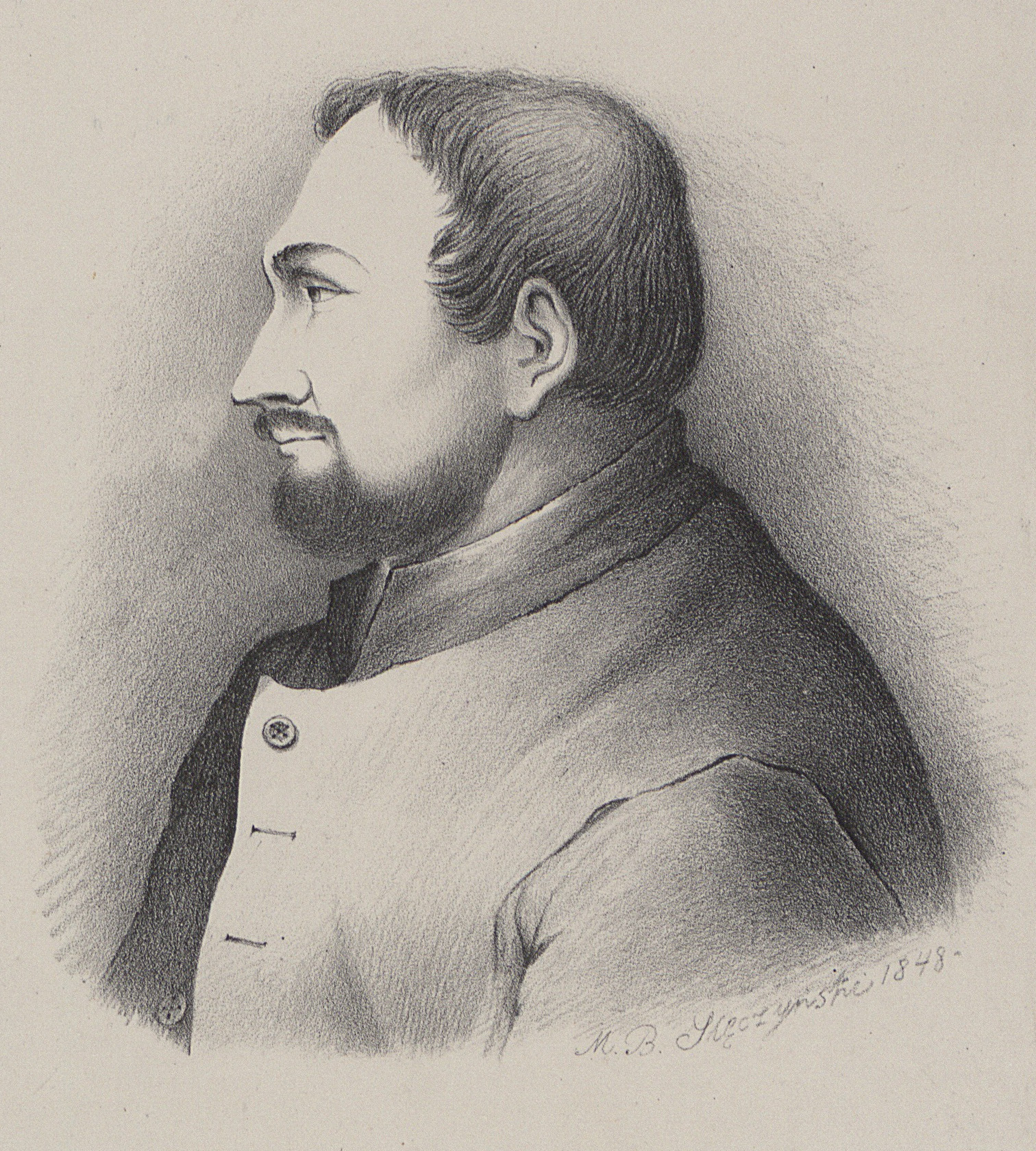
Jan Andrusikiewicz, 1848 r.

Jan Kanty Andrusikiewicz (ur. 9 października 1815 w Słopnicach, zm. 9 stycznia 1850 w Kamienicy) – polski nauczyciel ludowy i organista w parafii chochołowskiej, jeden z przywódców powstania chochołowskiego z 1846 r.

## Życiorys
Na świat przyszedł w Słopnicach Królewskich jako syn organisty. Szkołę powszechną ukończył w Bochni, naukę w gimnazjum musiał przerwać z powodu ciężkich warunków materialnych rodziców. Od ojca nauczył się grać na organach i na skrzypcach. Przez krótki okres dokształcał się w Krakowie u organisty katedralnego i kompozytora Wincentego Gorączkiewicza. Po powrocie z Krakowa Andrusikiewicz zasiadł na chórze w Staniątkach, potem w Rychwałdzie, Makowie Podhalańskim, a wreszcie od 1833 r. w Chochołowie, gdzie został mianowany przez konsystorz tarnowski nauczycielem parafialnym. Zgromadził około 700 egzemplarzy książek i chętnie wypożyczał je chłopom. Uczył ich również pieśni ludowych i religijnych. Niepokoiło to miejscowego proboszcza i Kajetana Borowskiego – właściciela Chochołowa, który traktował chłopów jak niewolników.
Po niedługim czasie Andrusikiewicz stał się popularny wśród górali, prowadził agitację niepodległościową na Podhalu, a 21 lutego 1846 roku stanął u boku ks. Józefa Leopolda Kmietowicza i ks. Michała Głowackiego oraz Juliana Goslara na czele powstania górali chochołowskich przeciwko zaborcy austriackiemu i feudałom. W pierwszych dniach walk uczestniczył w rabowaniu straży skarbowych. Raniony bagnetem, został zmuszony do przekazania kierownictwa nad powstaniem ks. Kmietowiczowi. Po upadku powstania ukrywał się na dworze Maksymiliana Marszałkowicza w Kamienicy. Aresztowany przez władze austriackie, został skazany na 20 lat więzienia. Był więziony w latach 1846–1848 w twierdzy Szpilberg w Brnie. Zwolniony dzięki amnestii, zastał swoją rodzinę w Chochołowie w skrajnej nędzy. Pomimo starań nie znalazł dla siebie posady nauczyciela ani organisty.
Przebywał w dworze Leona Przerwy-Tetmajera w Łopusznej.
W tej sytuacji, dzięki pomocy swego przyjaciela z pobytu na Szpilbergu, Antoniego Skąpskiego, rozpoczął pracę w administracji papierni Maksymiliana Marszałkowicza w Kamienicy koło Łącka. Tam zmarł na tyfus 9 stycznia 1850 r., mając zaledwie 34 lat. Pochowano go na cmentarzu w Kamienicy.

## Upamiętnienie
Imię Jana Kantego Andrusikiewicza nosi obecnie Szkoła Podstawowa nr 1 w Słopnicach oraz ulica w Krakowie (w Prokocimiu), Bochni i Limanowej.